# مصطفى أحمد النجار
مصطفى أحمد النجار هو شاعر، وصحفي، ومعلم ولد في حلب عام 1943م، وحصل على شهادة الثانوية الزراعية في عام 1964م، والثانوية الأدبية 1966م، وأهلية التعليم الابتدائي 1967م، وهو عضو في عدة نوادي وجمعيات أدبية وثقافية.

## مؤلفاته
1. شحارير بيضاء. دار الرائد، حلب: 1963م.
2. مَن سرقَ القمر.؟ المطبعة العربي بحلب : 1977 م.
3. ماذا يقولُ القبسُ الأخضر.؟ المطبعة العربي بحلب : 1977م.
4. كلماتٌ ليست للصمت. دار المرساة، اللاذقية: 1997م.
5. مِن رفيفِ الرُّوح. 2005م.
6. فلواتُ الرؤيا. 2006م.
7. علىَ هامش السمفونيِّة النَّاقِصة. 2007م.
8. غنائيَّاتٌ عصريَّة. : 2008م.
9. صباحاتٌ مُشرقة. مجموعة شعرية للأطفال: 2010م.
10. الخروجُ من كهفِ الرَّمَاد. 1974م.
11. الطائرانُ والحُلمُ الأبيض. الطبعة الأولى سورية: 1977م.
12. الطائرانُ والحُلمُ الأبيض. الطبعة الثانية المغرب: 1978م.
13. حوارُ الأبعاد الثلاثة. الطبعة الأولى مصر: 1977م.
14. حوارُ الأبعاد الثلاثة. الطبعة الثانية سورية: 1979م.
15. وحينما نلتقي. حلب: 1980م.
16. قصائدٌ عربيَّة. مصر: 1980م.
17. عندلاتُ الحزن والسفر. تونس: 1984م.
18. مهرجانُ الرَّبيع. حلب: 2000م.
19. تنويعاتٌ مِنبجيَّة في حضرةِ الفُرات. حلب: 2001م.

- قصيدة دُعاَءْ :

| مصطفى أحمد النجار | أيُّها العَصْرُ الذي فيكَ يُناديْ كلُّ نبضٍ في فؤادي: باركَ اللهمّ أفواج الطفولة فهمُ الأغراسُ, أورادُ الخميله وهمُ الأعراسُ, أحلامُ بلادي! أيُّها العصرُ الذي فيك ظلام ووباء وضياعٌ وشقاء يتعالىَ من شغاف القلب للهِ دُعَاَء: أَسْبغ اللهمَّ نوراً وسَعَاده كي يعيشَ النَّاسُ في الأرض عباَده تتجلىَ بعد صبرٍ وَعناَء جنةٌ وارفةَ الظلِّ, وأفقاً للشوادي بسمةُ الشوق التي تنمو شعاعاً في العيون تبزغُ الشمسُ ربيعاً وجناناً في البوادي رُغم بؤسِ الأرضِ .. والأوجاع والوقت السَّريع رُغمَ مَا في العصر مِن ليل مُريع.. يزرعُ الأرضَ بأحداق النجوم ويُغني للغيوم شاعرٌ لبَّىَ أذانَ الفجرِ .. في عصرِ الجحيم يتعالىَ من يديهِ ذوبُ قلبٍ, وإليهِ.. يثبُّ النورُ كأشواق الطيور.. بارك اللهم في نسغ الجذور إنَّهُ العصرُ, وفي العصرِ الأخير تشتكي الأوراقُ والأغصانُ من سوءِ المصير. | مصطفى أحمد النجار |